# راغودة صغيرة
راغودة صغيرة (الاسم العلمي: Rhagodes minor) هي نوع من العنكبوتيات يتبع جنس الراغودة من الفصيلة الراغودية.